# Славин-Протопопов, Александр Павлович
Александр Павлович Славин-Протопопов (1814—1867) — российский драматический актёр и писатель

.

## Биография
Александр Протопопов родился в Москве 28 февраля 1814 года в семье дьячка.
Начал службу в Московской духовной консистории, но скоро вышел в отставку и при Московском университете сдал экзамен на звание домашнего учителя русского языка.
19 июля 1839 года поступил на сцену Императорского Московского театра в драматическую труппу и пробыл там по 25 марта 1842 года.
В июле 1845 года принят в русскую драматическую труппу Петербургского Александринского театра, где и прослужил почти до своей смерти.
В конце 1866 года, во время репетиции, с ним сделался удар, что и заставило его оставить сцену.
6 октября 1867 года умер в Петербурге.
На сцене Славин играл всё время без особенного успеха и ничем не выделялся. Написал несколько беллетристических произведений, и пьес. Пьесы ставились на сцене, но скоро сходили с репертуара.

## Труды

### Пьесы
1) «Гаврила Иванович Михляев»
2) «Блокада крепости Костромы»
3) «Два рода безумия»

### Беллетристика
1) «Повести» (М., 1842); 2) «Павел Павлович Никитин, русский художник. Историческая быль в 1 действии, с прологом, из времен Петра Великого» (СПб., 1846); 3) «Черная немочь. Русская драма — былина в 3 сутках» (СПб., 1849); 4) «Фома Фомич Хрюшкин, или Вот так старичок. Комические сцены» (СПб., 1856). С. занимался также и историко-литературными работами; таковы: 1) «Жизнь Вильяма Шекспиpa» (М., 1840—1, 4 г.) и 2) «Русская критика последнего пятилетия и как исполняют ее у нас» (М., 1841). Сюда же, пожалуй, можно отнести его первое печатное произведение: «Исторические, философические и литературные афоризмы» (М., 1839). Большинство же сочинений С. написано во второй половине его зрелой жизни, начиная с 1852 г., и имеет религиозный характер с мистическим, иногда сильным, оттенком, догматического, апологического, церковно-исторического и «покаянного» содержания: 1) «Осада Троицко-Сергиевой Лавры в 1608 г. Повествование XVII в.», 2 ч. (изд. 3 М. 1858); 2) «Путешествие русского человека (самого С.) на поклонение „Господину-Государю“ Великому Новгороду, св. Софии златоглавой и ее заповедной святыне» (СПб., 1858); 3) «Помилуй мя, Боже, помилуй мя! Душевные и сердечные вопли, стенания и воздыхания кающегося грешника» (СПб., 1858); 4) «Покаяния отверзи ми двери, Жизнодавче, и помилуй мя! Душевные вопли кающегося грешника» (СПб. 1852; 2 изд. 1862; изд. испр. 1867 г.); 5) «Размьшление кающегося грешника о страшном суде, или О втором пришествии Господа нашего И. Христа на землю» (СПб., 2 изд., 1861); 6) «Историческое повествование о св. явленных и чудотворных иконах Казанския и Всех Скорбящих Радости» (СПб., 1862, изд. 4 — 1864 г.); 7) «Господь наш и его св. Евангелие, с обличением лживости лжепророка Магомета и алкорана его» (М., 1862); 8) «Светлое Христово Воскресение (Св. Пасха), с ветхозаветными пророчествами о Воскресении Христа Спасителя и огласительным словом на Св. Пасху св. Иоанна Златоустого» (СПб., 1862); 9) «Страдание Господа Бога и Спаса нашего И. Христа. (Страсти Христовы, с изложением богослужения во св. великую седмицу)» (изд. 2 — 1862; изд. 5 — 1866 г.); 10) «Историческое повествование о нерукотворенном образе Господа Бога И. Христа, именуемом св. Убрус» (СПб., 1863; изд. 4 — 1864 г.); 11) «Обзор истории христианской веры от рождения Христа Спасителя нашего до времен просветителя русской земли и вел. князя Владимира; а также всех главных еретиков и гонителей христианства от первых веков до XIX в. Настольная книга для православных христиан» (СПб. изд. 2—1865 г.). На издание этого «пятилетнего, важного и серьезного труда» (слова С.) он просил казенного пособия (так же как он часто и небезуспешно хлопотал о разрешении поднести то или другое свое духовное сочинение на Высочайшее имя, рассчитывая получить подарок), но Св. Синод ему в этом отказал «по недостаточной полноте обозрения рассматриваемого предмета». 12) «Историческое повествование о благочестивом и святом обычае в православной церкви читать псалтырь по усопшем (три дня, 9, 40 и наконец целый год)» (СПб., 1866).
Архив дирекции Императорских театров, дело № 236, с 1815 г. по 67 г. — рукописный материал. — Некрологи: «Русский Архив», 1869 г. ст. 2012—2013, и «Иллюстрированная газета» 1867 г. (т. 20), № 48, стр. 382. — «Систематическая роспись книгам продающ. в книжном магазине И. И. Глазунова» (1855—66 гг., № 209—210, 384, 590, 761, 766, 997, 1237, 1259, 1297, 1299, 1328, 8279, 8924, 10220, 10243; III приб., № 1540; IV приб., № 412). — В. Межов, «История русской и всеобщей словесности» (№ 7236, 7480).
А. К—в.